# Glenea subarida
Glenea subarida är en skalbaggsart som beskrevs av Stefan von Breuning 1958. Glenea subarida ingår i släktet Glenea och familjen långhorningar.
Artens utbredningsområde är Kenya. Inga underarter finns listade i Catalogue of Life.